# Drążdżewo-Kujawy
Drążdżewo-Kujawy (prononciation : [drɔ̃ʐˈd͡ʐɛvɔ kuˈjavɨ]) est un village polonais de la gmina de Krasnosielc dans le powiat de Maków de la voïvodie de Mazovie dans le centre-est de la Pologne.

## Histoire
De 1975 à 1998, le village appartenait administrativement à la voïvodie d'Ostrołęka.